# Niryjki
Niryjki (Mycteridae) – rodzina chrząszczy z podrzędu wielożernych i nadrodziny czarnuchów. Obejmuje około 160 opisanych gatunków, ale ich faktyczna liczba jest większa. Rozprzestrzeniona jest kosmopolitycznie. Larwy są grzybożerne, najczęściej saproksyliczne, ale u części gatunków wyjadające grzyby z żywych roślin jednoliściennych. Owady dorosłe jedynego rodzaju europejskiego chętnie odwiedzają kwiaty.

## Morfologia

### Owad dorosły

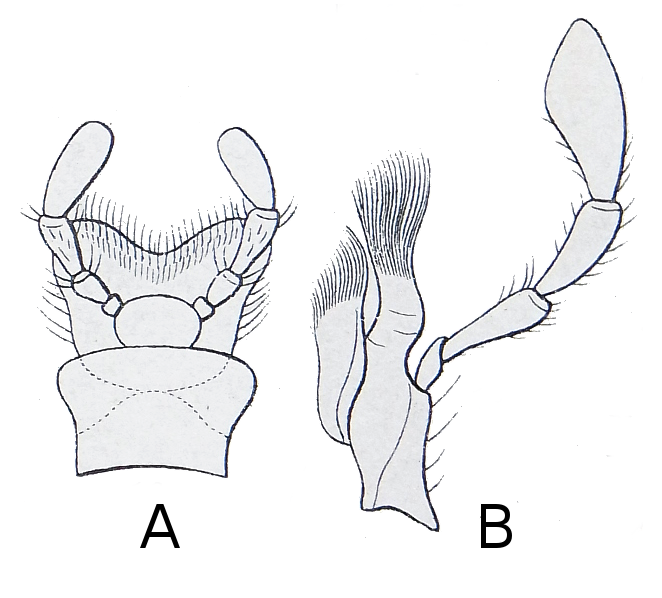
Narządy gębowe M. curculioides. A: warga dolna, B: szczęka. Ryc. aut. E. Reittera

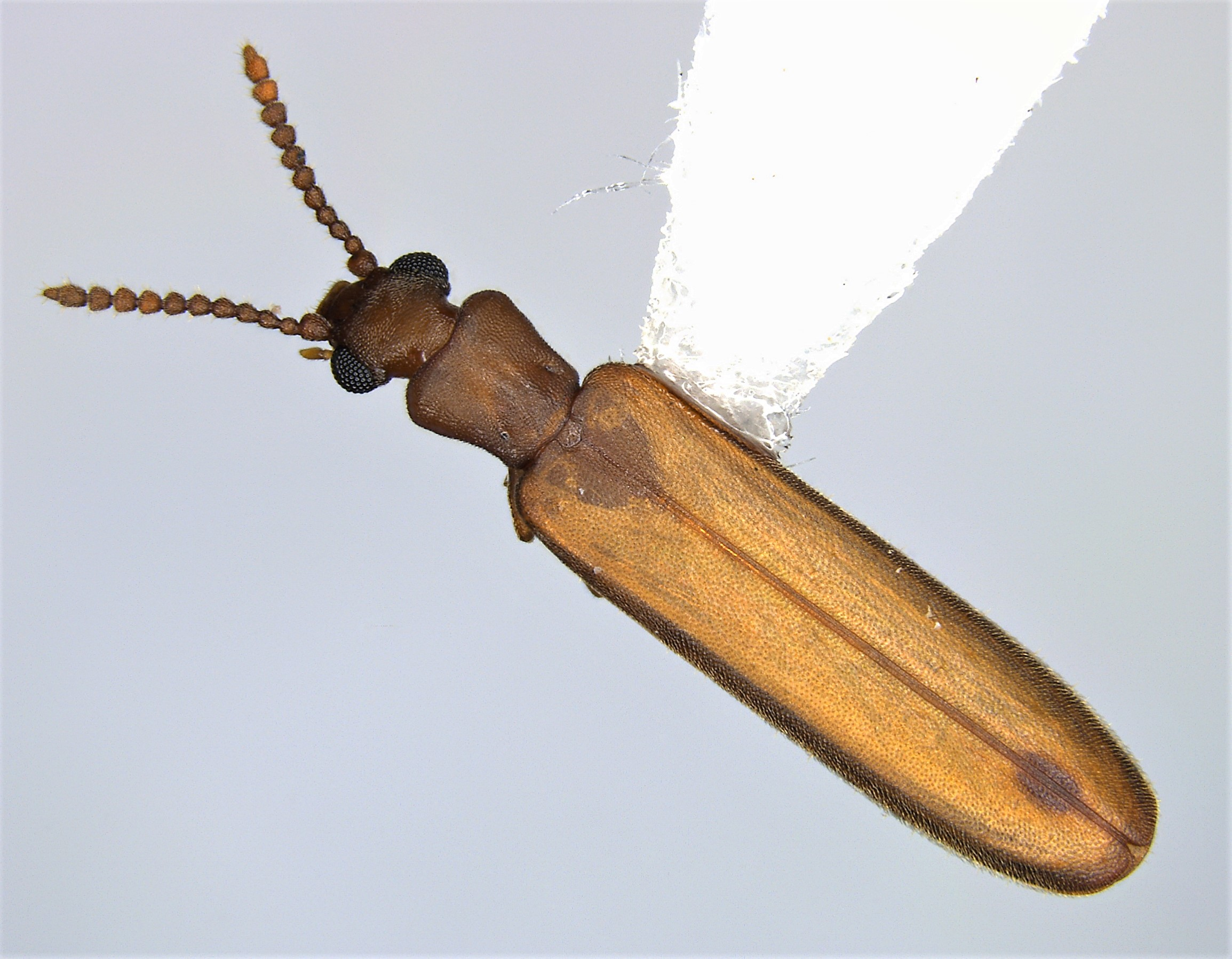
Hemipeplus chaos

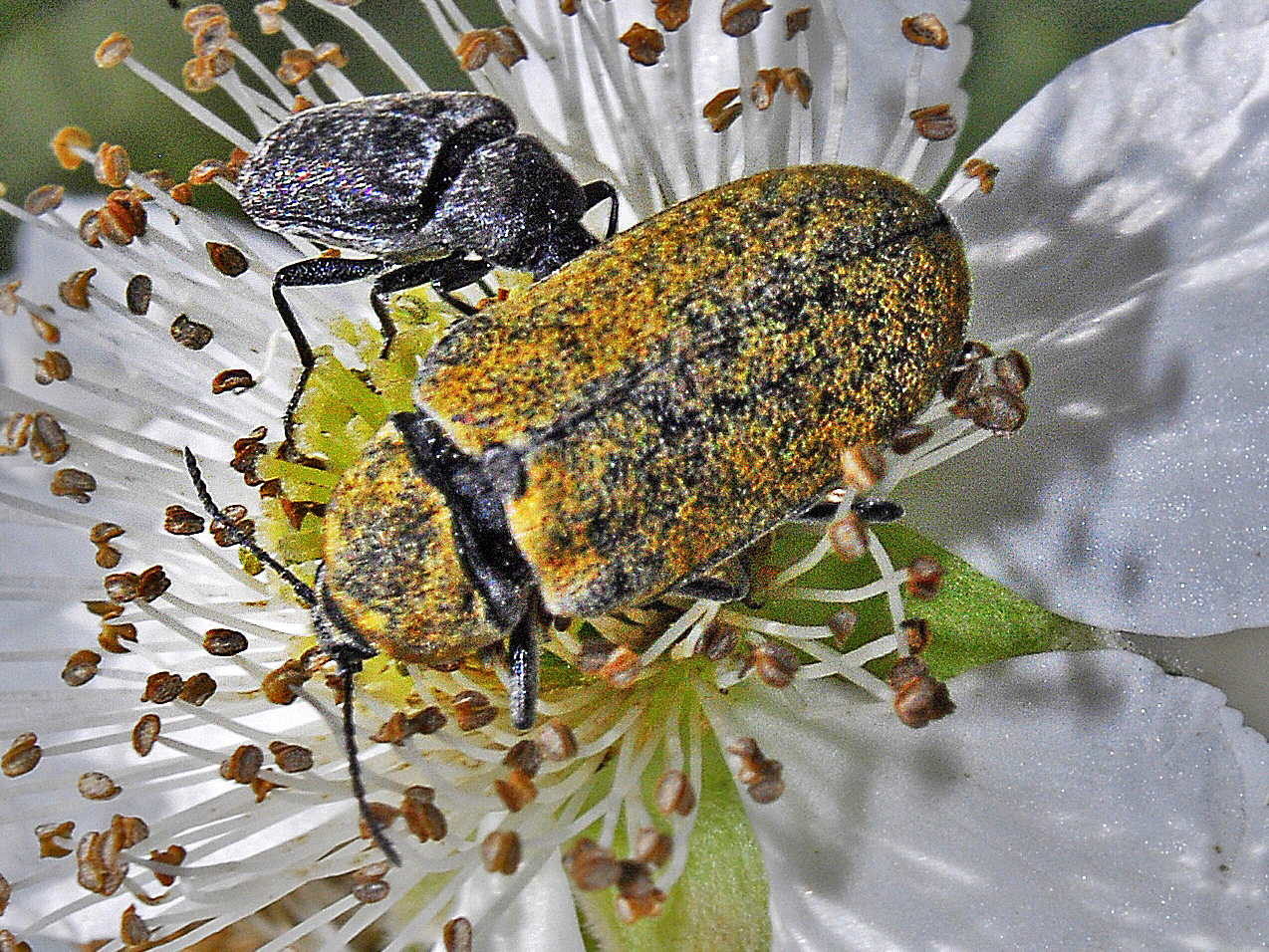
Mycterus umbellatarum

Chrząszcze o ciele długości od 2,5 do 15 mm i szerokości od 0,5 do 5 mm, od 2,5 do ponad 4 razy dłuższe niż szerokie. Kształt mają zmienny, od silnie wydłużonego i grzbietobrzusznie spłaszczonego lub walcowatego po dość przysadzisty i z wierzchu wypukły. Oskórek grzbietowej strony ciała może być nagi lub gęsto porośnięty krótkimi, przylegającymi szczecinkami.
Głowa bywa od dość krótkiej, przez wydłużoną, aż po zaopatrzoną w ryjek. Wygląd oczu złożonych jest zmienny; bywają lekko wypukłe do półkulistych, całobrzegie lub wykrojone. Czoło bywa płaskie lub zapadnięte, miewa boczne bruzdy lub żeberka przyoczne. Szew epistomalny jest niewidoczny lub zaznaczony tylko po bokach. Jedenastoczłonowe czułki bywają paciorkowate, nitkowate, piłkowane, grzebieniaste lub blaszkowate. Ponad poprzeczną wargą górną najczęściej widnieje pasek przejrzystego oskórka. Nieco niesymetryczne żuwaczki zaopatrzone są w dość gładkie mole i palcowate prosteki. Szczęki mają płatowate żuwki obu par i przeciętnej długości głaszczki szczękowe. Przedbródek ma stosunkowo szeroki języczek. Płaską gulę odgraniczają niemal równoległe do zbieżnych ku przodowi szwy gularne.
Przedplecze miewa kształt niemal kwadratowy, dzwonkowaty, czy trochę sercowaty. Na jego bokach brak guzków i kolców, ale w tylnych ⅓–½ występować mogą boczne żeberka. Niewielkich rozmiarów tarczka może mieć kształt od wąsko-trójkątnego po szeroko-zaokrąglony. Pokrywy są wydłużone do niemal jajowatych i, z wyjątkiem kilku gatunków, nakrywają cały odwłok. Ich powierzchnia jest zwykle wypukła, rzadko spłaszczona. Epipleury bywają od bardzo wąskich po szerokie. Tylne skrzydła są dobrze rozwinięte, tylko u Conomorphinus przypuszczalnie niefunkcjonalne, aczkolwiek lekka redukcja użyłkowania występuje też u Hemipeplus. Nieco spłaszczone przedpiersie ciągnie się daleko przed biodrami, a jego wyrostek biodrowy bywa od krótkiego i trójkątnego po cienki i wydłużony. Panewki przednich bioder mogą być zamknięte lub w różnym stopniu otwarte z tyłu. Krętarzyki przednie i środkowe nie są widoczne z zewnątrz. Śródpiersie (mezowentryt) bywa płaskie lub trochę wypukłe, niekiedy z kilowatym wyniesieniem pośrodku. Panewki środkowych bioder są zamknięte lub co najwyżej wąsko otwarte po bokach. Wyrostek międzybiodrowy śródpiersia jest wąski i styka się z wyciągniętą przednią krawędzią zapiersia (metawentrytu). Endosternit zatułowia ma szeroką nasadę i wyraźną blaszkę. Odnóża mają w różnym stopniu nabrzmiałe uda i smukłe golenie o małych, słabo widocznych ostrogach. Stopy odnóży tylnych są czteroczłonowe, a pozostałych par pięcioczłonowe; w obu przypadkach przedostatnie człony są płatowato rozszerzone. U nasady pazurków występuje nabrzmiałość lub krótki ząbek.
Na spodzie odwłoka widocznych jest pięć sternitów (wentrytów), z których dwa lub trzy pierwsze zachodzą na siebie stożkowato; u samców większości rodzajów występują na nich łatki szczecinek lub nagich guzków nieobecne u samic. Pierwszy z wentrytów ma wąski i wydłużony lub trójkątny wyrostek na przednim brzegu. Edeagus składa się z prącia oraz tegmenu podzielonego na część dosiebną (basale) i odsiebną (apicale), zaopatrzoną w płatowate paramery. U samic występuje długie, elastyczne pokładełko zwieńczone członowanymi, owłosionymi koksytami. Na pokładełku znajdują się dwie pary bakuli, a na wierzchołku lub przed nim osadzone są krótkie, niemal walcowate gonostyliki. Genitalia samic zawierają woreczkowatą, zwykle zaokrągloną, rzadziej bardziej owalną torebkę kopulacyjną o wyraźnie zesklerotyzowanej podstawie.

### Larwa
Larwy mają wydłużone, spłaszczone do niemal walcowatego ciało. Oskórek porastają rozproszone, niezmodyfikowane szczecinki. Jest on słabo zesklerotyzowany, silniej tylko na głowie i płytce z urogomfami. Prognatyczna głowa ma zaokrąglone boki i dwie lub pięć par oczek larwalnych. Puszka głowowa pozbawiona jest szwu epistomalnego. Trójczłonowe czułki mają wysklepiony narząd zmysłowy na członie drugim i porośnięte są rzadkimi szczecinkami. Warga górna jest wolna, poprzeczna. Co najwyżej trochę niesymetryczne żuwaczki mają dwu- lub trójzębne wierzchołki, zwykle niewielkie mole, natomiast pozbawione są prostek i dodatkowych wyrostków strony spodniej. Szczęki mają poduszkowate rejony stawowe, skośne i wydłużone kotwiczki, przysadziste pieńki, zrośnięte w zaokrągloną malę żuwki oraz trójczłonowe głaszczki szczękowe. Głaszczki wargowe są zbudowane z jednego lub dwóch członów i krótsze od języczka. Przedtułów jest kwadratowawy lub z przodu rozszerzony. Odnóża tułowiowe buduje pięć członów. Biodra są szeroko oddzielone. Duża przetchlinka tułowiowa umieszczona jest między przedtułowiem a śródtułowiem. Odwłok jest wydłużony, zwykle zaopatrzony w wyrostki na niektórych tergitach lub sternitach. Ósmy jego segment jest dłuższy od poprzedniego. Dziewiąty tergit tworzy wspominaną płytkę z urogomfami, niekiedy podzieloną podłużnym szwem środkowym. Między urogomfami leżeć może para dołeczków. Dziewiąty sternit jest U-kształtny i otacza sternit dziesiąty.

## Biologia i ekologia
Biologia i ekologia niryjków są stosunkowo słabo przebadane. Larwy u gatunków o poznanej diecie są mykofagiczne. W przypadku  Mycterninae i większości Eurypinae występują one między korą a bielem martwych drzew i powalonych kłód. Larwy Stilpnonotus postsignatus wykorzystują chodniki wyrynnikowatych lub drążą własne. Larwy niektórych przedstawicieli rodzaju Eurypus zamieszkują wśród obumarłych liści palm i na ich ogonkach liściowych. Z kolei larwy Hemipeplinae żerują na grzybach występujących na rozmaitych jednoliściennych, od traw po palmy, nie szkodząc samym roślinom. Gatunki saproksyliczne przepoczwarczają się w eliptycznego kształtu kolebkach poczwarkowych. Owady dorosłe z rodzaju niryjek (Mycterus) chętnie odwiedzają kwiaty różnych roślin.
Do wrogów niryjków należą pasożytnicze larwy Bothrideridae, drapieżne larwy Chaetosomatidae oraz parazytoidalne błonkówki z rodziny suskowatych.

## Rozprzestrzenienie
Rodzina rozprzestrzeniona kosmopolitycznie, najliczniej reprezentowana w cieplejszych rejonach świata. Eurypinae mają zasięg kosmopolityczny, przy czym większość występuje w strefie tropikalnej; 10 rodzajów spośród nich to endemity krainy neotropikalnej, 3 rodzaje są endemiczne dla Madagaskaru, a po 2 dla subkontynentu indyjskiego i Seszeli. Hemipeplinae występują w strefie tropikalnej i subtropikalnej. Mycterinae są kosmopolityczne, ale najliczniej reprezentowane w strefach umiarkowanych półkuli północnej i południowej, przy czym kilka gatunków znanych jest z krainy orientalnej. Jedynym palearktycznym przedstawicielem całej rodziny jest rodzaj niryjek (Mycterus). W Europie reprezentują go 3 gatunki, z czego w Polsce tylko jeden, Mycterus curculionides, który to wpisany został na Czerwoną listę zwierząt ginących i zagrożonych w Polsce jako narażony na wyginięcie. W nearktycznej Ameryce Północnej występuje 12 gatunków z 3 rodzajów.

## Taksonomia
Takson ten wprowadzony został w 1843 roku przez Lorenza Okena pod nazwą Mycteriden. W przeszłości umieszczany bywał jako podrodzina w obrębie śniadkowatych, rozmiazgowatych (Phytidae) i trąbików (Salpingidae), przy czym Hemipeplinae umieszczano wśród zgniotkowatych, a nawet wynoszono do rangi odrębnej rodziny. Współczesna klasyfikacja traktująca Mycteridae jako rodzinę z trzema podrodzinami ugruntowana została przez pracę Johna F. Lawrence’a i Alfreda Newtona z 1995 roku oraz podtrzymana przez pracę  autorstwa 11 koleopterologów z 2011 roku, aczkolwiek nazwę podrodziny Lacconotinae zmieniono w międzyczasie na Eurypinae ze względu na zasadę priorytetu. Zapis kopalny rodziny zaczyna się w eocenie. Z epoki tej pochodzi odnaleziona we Francji inkluzja Bertinotus gallicus. Morfologiczna analiza filogenetyczna przeprowadzona w 2005 roku przez Rolfa G. Beutela i Franka Friedricha wskazuje, że Mycteridae zajmują pozycję siostrzaną do ponurkowatych, tworząc wraz z nimi klad siostrzany dla Prostomidae.
Do rodziny tej zalicza się ponad 160 opisanych gatunków (wiele innych czeka na opisanie), zgrupowanych w 30 rodzajach i 3 podrodzinach:
- Eurypinae Thomson, 1860
  - Abulia Fairmaire, 1896
  - Batobius Fairmaire & Germain, 1863
  - Bertinotus Kirejtshuk & Nel, 2009
  - Brasilaccoderus Pollock, 2006
  - Cladobradus Pic, 1918
  - Cleodaeus Champion, 1889
  - Conomorphinus Champion, 1916
  - Conomorphus Champion, 1889
  - Eurypinus Pic, 1921
  - Falsopedilus Pic, 1924
  - Grammatodera Champion, 1916
  - Lacconotopedilus Pic, 1935
  - Lacconotus LeConte, 1862
  - Loboglossa Solier, 1851
  - Madrasiindus Pic, 1911
  - Microconomorphus Pic, 1917
  - Mimophyscius Pic, 1935
  - Mycteromimus Champion, 1917
  - Omineus Lewis, 1895
  - Phaeogala Fairmaire, 1896
  - Physcius Champion, 1889
  - Physiomorphus Pic, 1917
  - Stictodrya Champion, 1917
  - Stilpnonotus Gray, 1832
  - Thisias Champion, 1889
  - Thisiomorphus Pic, 1931
  - Trichosalpingus Blackburn, 1891
- Hemipeplinae Lacordaire, 1854
  - Hemipeplus Berthold, 1827
  - Holopeplus Arrow
- Mycterinae Oken, 1843
  - Mycterus Clairville & Schellenberg, 1798 – niryjek